# Perenniporia podocarpi
Perenniporia podocarpi är en svampart som beskrevs av P.K. Buchanan & Hood 1992. Perenniporia podocarpi ingår i släktet Perenniporia och familjen Polyporaceae.   Inga underarter finns listade i Catalogue of Life.